# Pyrochroa coccinea
Pour les articles homonymes, voir Cardinal.
Cardinal
Espèce
Pyrochroa coccinea, le « pyrochre écarlate » ou le « cardinal » (« cardinal beetle » en anglais), est une espèce d'insectes coléoptères européens de la famille des Pyrochroidae. Il mesure de 14 à 20 mm de long, ses élytres sont rouge vif ou orange-brun, son ventre noir.
Cette couleur vive alerte ses éventuels prédateurs sur sa toxicité. C'est le moins rare des trois espèces européennes de pyrochroïdés :
- Pyrochroa coccinea;
- Pyrochroa serraticornis ;
- Schizotus pectinicornis.

On le voit de mai à juin en vol ou posé sur les fleurs et dans les lieux plutôt frais et à demi-ombragés (lisières de forêts, chemins forestiers, clairières, ripisylves, parcs, etc.). C'est un prédateur d'autres invertébrés.
Les antennes du mâle sont plus longues et pectinées que celles de la femelle (qui sont en dents de scie). Sa tête est de couleur noire, ce qui permet de le distinguer de Pyrochroa serraticornis moins vivement coloré et dont la tête est également rouge.

## Reproduction

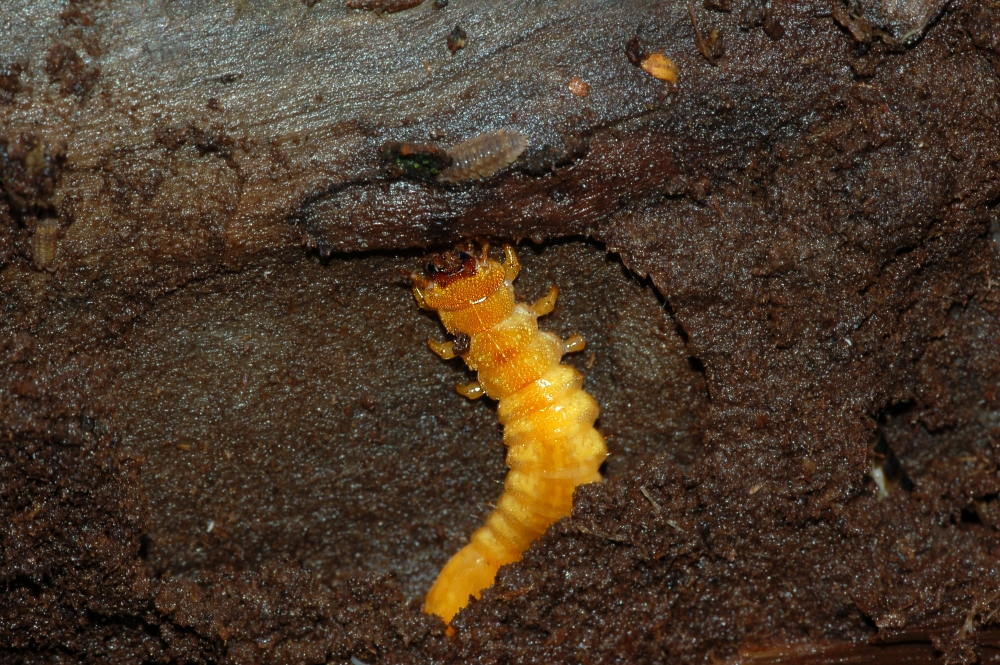
Larve, dans un début de logette (normalement sous l'écorce).

La larve (carnassière et éventuellement cannibale si la nourriture manque) se développe sous les écorces décollées d'arbres morts sur pied, tombés, de souches ou de buches (chênes surtout). Elle joue un rôle dans les équilibres écologiques en limitant le développement d'autres larves d'insectes lignivores, xylophages ou corticoles. Il arrive qu'on en trouve des rassemblements dans le carton ondulé stocké à proximité de buches.
La larve se construit une logette circulaire sous l'écorce où se produit la nymphose (10 à 15 jours), suivie de la mue imaginale durant laquelle la couleur de l'insecte apparait.

## Menaces
Espèce en régression, comme de nombreux coléoptères et invertébrés liés aux bois morts ou sénescents.